# Вукан Немањић
Вукан Немањић је био српски велики жупан од 1202. до 1204. године, а као најстарији син великог жупана Стефана Немање био је намесник и удеони владар у областима Дукље и Травуније од око 1190. до 1208. године, са титулом краља Далмације и Дукље.

## Биографија
Претпоставља се да је рођен пре него што је Стефан Немања постао велики жупан и да је име добио по неком претку Стефана Немање, али нема сагласности да ли је то био велики жупан Вукан (од око 1084. до око 1112. године) или његов синовац Стефан Вукан.
Вукан је пред крај очеве владавине добио управу над Зетом. Као управник у Зети он се спомиње у једној повељи Стефана Немање коју је велики жупан издао Сплиту. У истој повељи се спомиње његов најмлађи син Растко (Свети Сава) као управник у Захумљу. Зато да се претпоставља да је повеља издата у периоду 1190-1192. У једном натпису на цркви у Котору пише да је урезан 1195. године у доба великог жупана Немање и његовог сина Вукана краља Дукље, Далмације, Травуније, Топлице и Хвосна (лат. sub tempore domini Nemane magni iupani et filii sui Velcani regi Dioclie, Dalmatie, Tribunie, Toplize et Cosne). Можда је и престолонаследник Стефан Првовенчани такође имао област којом је управљао, или је био уз владарев двор, без неке посебне области.
Као најстарији, прворођени, син Стефана Немање, Вукан је могао очекивати да буде одређен за наследника српског престола, али то се није догодило. Одлазак са власти Стефана Немање 25. марта 1196. године и постављање на престо великог жупана његовог другорођеног сина Стефана, који је касније прозван Првовенчани, нису изазвали отворени сукоб међу браћом док је био жив Немања. Овде треба напоменути да је, по свему судећи, управо брак Стефана Немањића, касније Првовенчаног, са Евдокијом Анђел довео до промене у редоследу наслеђивања. Наиме, постојао је обичај да византијске принцезе, њихови мужеви, или синови, буду владари земље у коју се принцеза удала, без обзира на редослед рођења. У прилог овоме говори још и чињеница да је до грађанског рата између Стефана и Вукана дошло тек пошто је Стефан раскинуо свој брак са Евдокијом. Вукан је као велики кнез задржао Зету, Требиње, Топлицу и Хвосно. Ипак, Немањина жеља да га наследи средњи син Стефан је код старијег Вукана могла створити осећај повређености.
Вукан се угледао на раније владаре у Зети који су најкасније од 1077. године носили звање краља и сам је узео титулу „краљ краљевства Далмације и Диоклитије”, а са титулом краљ Вукан се јавља у једном натпису из 1195. а од 1197. године у неколико сачуваних одлука градског већа Котора.
Вукан се 1198. године обратио папи са молбом да у његову земљу упути легате ради решавања разних црквених питања. Папа је искористио прилику да ојача свој утицај и почетком 1199. године упутио је у Зету два своја посланика али је шаљући их своју препоруку за њих упутио и врховном владару Србије великом жупану Стефану Немањићу. Вукан је намеравао да користити и помоћ католичке цркве да дође до престола, али римски поглавар није желео да слањем посланика отворено подржи Вукана против брата већ само да ојача утицај Рима на српске земље. Првовенчани се држао врло вешто и предусретљиво прима оба папина легата и у писму папи као „свом духовном оцу“ поручује да ће упутити своје посланство у Рим. Покушао је добити потпуну подршку папе и молио је папу да му пошаље краљевску круну. Тако би добио подршку папе за себе против могућег савеза Вукана и Угара. Папа Иноћентије III није могао да се одлучи да Првовенчаном пошаље краљевску круну, због угарског краља и Вукана који су се противили томе. По доласку папиних легата, Вукан је организовао црквени сабор у Бару (1199) на коме је озваничена Барска надбискупија.
Изгледа да је Вукан разлаз Првовенчаног и његове жене Евдокије око 1201. године искористио да покаже отворено неслагање са братом, јер га је прекорио због грубости према бившој жени, а Евдокији је дао пратњу до Драча. То је можда указало на почетак отвореног разлаза међу браћом. То је поспешило угарске намере и у савезу са Вуканом 1202. године угарска војска је продрла у Србију. Првовенчани у свом Житију Светог Симеона бележи за Вукана: „Јер он остави заповеди господина и оца својега, и би преступник. Јер изведе иноплеменике на отачаство своје, и одузе ми земље и опустоши их”.
Судећи по папским писмима Вукан је био владар Србије у марту 1203. године и у једном делу 1204. Вукан је постао велики жупан и задобио средишње српске земље, укључујући и нишку област, а угарски краљ Емерик је узео северне области око Велике Мораве. Тако Вукан постаде угарски вазал као и босански бан Кулин. Првовенчани се вероватно склонио у Бугарску код Калојана. Врло брзо већ 1203. године између Бугара и Угара дође до сукоба ради области уз Велику и Јужну Мораву. Угари су били приморани да се повуку из Браничева, а њихов штићеник Вукан из нишке области. Вукан је морао склопити некакав споразум са братом Првовенчаним који се могао 1204. или 1205. вратити у Србију на свој владарски престо, а Зету је оставио на управу старијем брату.
Тај сукоб међу браћом имао је и једну далекосежну последицу, пошто је нередовне прилике у Србији искористио угарски краљ Емерик, који је управо око 1202. године присвојио наслов „краљ Србије” (лат. Rex Serviae), који ће остати у проширеној титули угарских владара све до пропасти њихове краљевине.
Вероватно у фебруару 1208. године Сава Немањић је дошао у Србију и донео очево тело, како би било сахрањено у Студеници. Према писању светог Саве, преношење ковчега Светог Симеона догодило се на захтев оба његова старија брата. У свом Житију Светог Симеона, Сава пише да је посланице са таквим захтевом добио од Стефана Немањића и "брата његова, великога кнеза Вукана". На истом месту, Сава је забележио да је осам година после смрти Симеона дошао „са часним моштима у Хвосно. Када је сазнао владалац син његов Стефан Немања, и брат му кнез Вукан, скупише светитеља (архијереја) и јереје и игумане са многим чрнцима (монасима) и са свима бољарима". Из Савиног описа тог догађаја се закључује да он тада успео је да измири старију браћу над очевим ковчегом. Постоји предање да се овај сабор догодио у Полумиру односно у цркви Светог Николе у Ушћу), неколико километара северније од манастира Студеница.
Како се већ у лето 1208. године као управник у Зети јавља Вуканов најстарији син Ђорђе. Могуће је да је Вукан тражио да се донесе ковчег Светог Симеона јер је видео да му се приближио крај или је само желео да по узору на свог оца преда власт сину. У том случају још једно измирење са братом Првовенчаним било би за Вукана начин да учврстити везе и своје, али и свог наследника са великим жупаном. Тим поступком би олакшао владавину свог сина Ђорђа који се, већ, 3. јула 1208. заклео на верност млетачком дужду без обзира на стрица Првовенчаног и био спреман да са Млечанима ратује против арбанашког кнеза Димитрија Прогона иначе зета куће Немањића. Ђорђе је био прилично самосталан у вођењу своје земље.
Поред Ђорђа, Вукан је имао још тројицу синова и то: Стефана који је подигао манастир Морачу, монаха Дмитра и Владина Немањића. Дмитров син је био Вратислав, а унук Вратко, који је био отац кнегиње Милице, жене кнеза Лазара.

## Предање
Према предању, племе Васојевића, чије је матично подручје у пределу црногорских Брда, потиче од лозе Вукана Немањића. Наиме, родоначелник племена Васо имао је три брата Краса и Ота (од кога су албанска племена Краснићи и Хоти) и Озра (од кога су Озрнићи) а по некима и Пипа (од кога су Пипери). Они су синови Костадина, чији је отац био Стефан. Стефанов отац је био Васоје а деда Костадин, по некима син Вукана Немањића, али вероватније унук од сина Стефана.